# كايل ألين
كايل ألين (بالإنجليزية: Kyle Allen)‏ هو لاعب كرة قدم أمريكية أمريكي، ولد في 8 مارس 1996 في سكوتسديل في الولايات المتحدة.

## وصلات خارجية
- كايل ألين على موقع إي إس بي إن.كوم (أن.أف.أل)3
- كايل ألين على موقع مرجع كرة القدم المحترفة.كوم (الإنجليزية)
- كايل ألين على موقع كلية كرة القدم في سبورتس رفرنس.كوم (الإنجليزية)